# Daniel Gascón
Daniel Rodríguez Gascón (Zaragoza, 1981) es un traductor, escritor, guionista y editor español. Colabora habitualmente como columnista en el diario El País, y dirige la edición española de la revista cultural Letras libres.Es hermano de la escritora Aloma Rodríguez. 

## Biografía
Licenciado en Filología Inglesa y Filología Hispánica por la Universidad de Zaragoza. Estudió en la Universidad de East Anglia, en Norwich (Reino Unido). Comenzó su carrera como comentarista cultural en El Heraldo de Aragón, y años después se trasladó a Madrid, donde trabaja como editor y columnista de prensa.
Ha publicado, en colaboración con Antón Castro, su padre, un ensayo sobre Javier Tomeo, Parábolas y monstruos de Javier Tomeo (1999), y coordinó el libro colectivo Zaragoza de la Z a la A (2003). Debutó en la narrativa con un libro de relatos, La edad del pavo (2001). Posteriormente ha publicado varias novelas. Ha obtenido su mayor éxito de público con las novelas satíricas Un hipster en la España vacía y La muerte del hipster. 
Se ha posicionado políticamente contra el proceso soberanista de Cataluña de 2012-2021, sobre el que ha publicado el ensayo El golpe posmoderno (2018). 
Es coguionista de la película Todas las canciones hablan de mí (2010), dirigida por Jonás Trueba.
Ha traducido a Christopher Hitchens, Saul Bellow, George Steiner, Mark Lilla, Sherman Alexie y V. S. Naipaul.

## Obras
- Parábolas y monstruos de Javier Tomeo (1999, en colaboración con Antón Castro)
- La edad del pavo (Xordica, 2001)
- El fumador pasivo (Xordica, 2005)
- La vida cotidiana (Alfabia, 2011)
- Entresuelo (Mondadori, 2013)
- El golpe posmoderno (Debate, 2018)
- Un hipster en la España vacía (Mondadori, 2020)[4]
- La muerte del hipster (Mondadori, 2021)[5]